# 游玉娥
游玉娥（1950年—），是前台灣女子羽球運動員。
游玉娥是台灣最早於本土以外，尤其是在歐洲，贏得公開賽事冠軍的羽球運動員之一。她分別於1975年和1976年在法國羽球公開賽獲得女子單打冠軍和雙打冠軍。1976年，她還在瑞士羽球公開賽贏得這兩個項目冠軍。1970年，她曾與李玉梅搭檔參加亞洲運動會女子雙打比賽:160。